# Tramea transmarina
Tramea transmarina är en trollsländeart. Tramea transmarina ingår i släktet Tramea och familjen segeltrollsländor. IUCN kategoriserar arten globalt som livskraftig.

## Underarter
Arten delas in i följande underarter:
- T. t. euryale
- T. t. intersecta
- T. t. propinqua
- T. t. samoënsis
- T. t. transmarina
- T. t. yayeyamana

## Bildgalleri

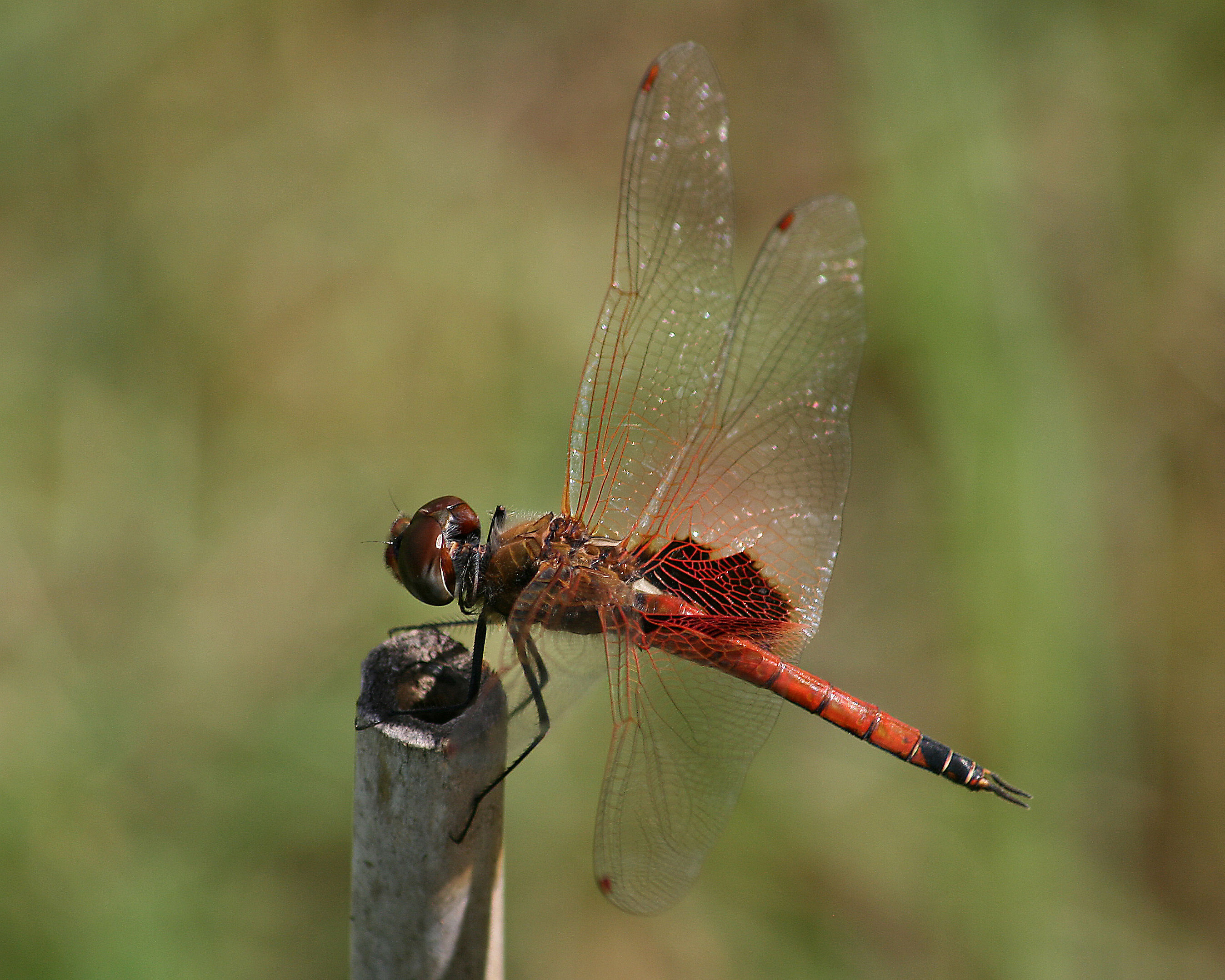